# Elisabeth Kieselstein-Cord
Elisabeth Anne Kieselstein-Cord (Estados Unidos; 25 de diciembre de 1979-28 de agosto de 2021), conocida como Elisabeth Keiselstein-Cord, fue una socialite y actriz estadounidense.

## Datos biográficos
Elisabeth Keiselstein-Cord fue hija de Barry y Cece Keiselstein-Cord, y nació el 25 de diciembre de 1979 en el sur profundo de los Estados Unidos. Creció en Luisiana y más tarde se mudó a Nuevo México. Cursó sus estudios en la Chapin School y en la Trinity School de Nueva York. Estudió escritura creativa y arte en la Universidad de Georgetown y luego asistió a la Universidad de Oxford para la educación superior.

## Modelo
Trabajó como modelo de pasarela y contribuyó a editoriales de moda. Apareció en las revistas de moda Vogue, Harper's Bazaar y Donna Karan, entre otras. También trabajó como ilustradora y como directora creativa en la popular firma de diseño de su padre.

## Actriz
A los diecisiete años tuvo un papel en la película Los secretos de Harry, de Woody Allen, nominada al Óscar, en la que interpretó a la hermana del personaje de Annette Arnold. Incluso se aventuró en la industria de la música como vocalista principal en una banda de rock alternativo.

## Caridad
También participó en trabajos de caridad en Nueva York.

## Enfermedad y muerte
Elisabeth Keiselstein-Cord padeció de la enfermedad de Lyme durante mucho tiempo. El 28 de agosto de 2021 murió a la edad de cuarenta y un años. Si bien no se reveló la causa exacta de la muerte, es probable que la actriz falleciera debido a complicaciones de salud relacionadas con su enfermedad.

## Filmografía
- Los secretos de Harry (1997)
- E! True Hollywood Story (2004)